# AssaultCube
AssaultCubeは、FPSのフリーゲームエンジンである、Cubeを利用して開発されている、オープンソースのFPSゲームである。Windows、macOS、Linuxに対応しており、無料で配布されている。
演出性やリアル性は高くないものの、極めて軽快な動作と、マップ作成の安易さが特長となり、多くのユーザーによってプレイされている。
56kbpsの回線速度でもプレイする事ができ、300pingと30pingのプレイヤー同士でもpingの差を感じずにプレイする事ができる。
50MBほどのサイズしかなく、低いスペックのPCでも動作させる事ができる。
小さな容量の割に水面に反射もあり高いグラフィックを持っている。
無駄といえるような要素や覚える事も少なく極めて遊びやすい。
プレイヤーはCLAかRVSFに分かれ、現代戦を意識した架空の兵器を使用してマルチプレイで戦闘する事ができる。マルチプレイでは、CTF（旗取りゲーム）、チームデスマッチ、チームワンショット・ワンキルなどのシステムがある。また、シングルプレイでチームなしのデスマッチも行える。兵器に関しては、アサルトライフル、サブマシンガン、スナイパーライフル、ショットガン、ハンドガン、グレネード、ナイフなど、基本的な火器類はすべてそろっている。